# Медаль «За верность и храбрость»
Медаль «За верность и храбрость» — медаль Российской империи, государственная награда, которой был награждён один человек.

## Основные сведения
Медаль «За верность и храбрость» была учреждена Александром I 4 ноября 1819 года. Указ об учреждении был объявлен министру финансов Д. А. Гурьеву начальником Главного штаба П. М. Волконским.
Есть сведения только об одном случае награждения данной медалью: ей был награждён Аслан-хан Кюринский, имевший в то время звание полковника. Награждение состоялось по представлению А. П. Ермолова, бывшего в то время командиром отдельного Грузинского корпуса, «…за отличия, оказанные в сражениях 14 и 15 августа при покорении Табасаранской области».
Расходы на материалы и изготовление составили 1336 рублей 20 копеек. Штемпели медали изготовил медальер И. А. Шилов. Медаль была отчеканена на Санкт-Петербургском монетном дворе в конце ноября 1819 года, получена Императорским Кабинетом в начале марта 1820 года и выслана награждённому только в июне 1820 года. Кроме того, в декабре 1819 года Аслан-хан Кюринский был награждён орденом Святого Георгия 4-й степени.
При описании данной медали Д. И. Петерс обращает внимание на то, что в отношении местной аристократии национальных окраин Российской империи практиковалось награждение такими наградами, наряду с выдачей званий, денег и дорогих подарков. Все эти меры активно использовались правительством и позволяли привлекать этих феодалов на свою сторону, а также поддерживали существующие сословные привилегии.

## Описание медали
Медаль была сделана из золота и украшена бриллиантами. Диаметр 50 мм. На лицевой стороне медали изображён портрет Александра I, обращённый вправо.

Вдоль края медали по окружности надпись:
Б.М. АЛЕКСАНДРЪ I.ИМПЕРАТОРЪ И САМОДЕРЖЕЦЪ ВСЕРОСС.
На оборотной стороне медали горизонтальная надпись в четыре строки и черта:
ЗА ВѢРНОСТЬ И ХРАБРОСТЬ.

Известен односторонний оттиск реверса медали из собрания Ю. Б. Иверсена. Оттиск изготовлен из свинца, хранится в отделе нумизматики Государственного Эрмитажа, № 2567.

## Порядок ношения
Медаль имела ушко для крепления к ленте. Носить медаль следовало на шее. Лента медали — Андреевская.

## Изображения медали
- Аверс
- Реверс